# Омуртаг (град)
Омуртаг (буг. Омуртаг) град је у Републици Бугарској, у средишњем делу земље, седиште истоимене општине Омуртаг у оквиру Трговишке области.

## Географија
Положај: Омуртаг се налази у средишњем делу Бугарске. Од престонице Софије град је удаљен 300 km источно, а од обласног средишта, Трговишта град је удаљен 25 km југозападно.
Рељеф: Област Омуртага се налази у области побрђа, претходнице Старе планине (тзв. Предбалкан), на приближно 510 m надморске висине. Град је смештен на брдовитом подручју.
Клима: Клима у Омуртагу је конитнентална.
Воде: Омуртаг се налази у подручју са више мањих водотока.

## Историја
Област Омуртага је првобитно било насељено Трачанима, а после њих овом облашћу владају стари Рим и Византија. Јужни Словени ово подручеје насељавају у 7. веку. Од 9. века до 1373. године област је била у саставу средњовековне Бугарске.
Крајем 14. века област Омуртага је пала под власт Османлија, који владају облашћу 5 векова.
Године 1878. град је постао део савремене бугарске државе. Насеље постоје убрзо средиште окупљања за села у околини, са више јавних установа и трговиштем.

## Становништво
| 1946. | 1956. | 1965. | 1975. | 1985. | 1992. | 2001. |
| ----- | ----- | ----- | ----- | ----- | ----- | ----- |
| 4,233 | 6,127 | 8,145 | 9,082 | 9,573 | 8,938 | 8,759 |

По проценама из 2010. године. Омуртаг је имао око 9.300 ст. Већина градског становништва су етнички Бугари, а мањина су Турци и Роми. Последњих деценија град губи становништво због удаљености од главних токова развоја у земљи.
Претежан вероисповест месног становништва је православље, а мањинска ислам.